# Hanxleden (Schmallenberg)
Hanxleden ist ein Ortsteil der Stadt Schmallenberg in Nordrhein-Westfalen.

## Geografie
Die Ortschaft liegt rund 6 Kilometer nördlich von Bad Fredeburg. Durch Hanxleden fließt der Rarbach. Angrenzende Orte sind Kirchrarbach, Föckinghausen und Dornheim. In dem Dorf steht ein Sägewerk und eine kleine Kapelle. 

## Geschichte
Der Ort ist Stammsitz des westfälischen Adelsgeschlechts Hanxleden, deren Hauptsitz seit 1343 die Burg Fredeburg war. Frühe Anhaltspunkte über die Größe des Ortes ergeben sich aus einem Schatzungsregister für das Jahr 1543. Demnach gab es in „Hanxleue“ sechs Schatzungspflichtige; die Zahl dürfte mit den damals vorhandenen Höfen bzw. Häusern übereingestimmt haben. Hanxleden gehörte bis zur kommunalen Gemeindereform zur Gemeinde Rarbach. Am 1. Januar 1975 wurde der Ort ein Ortsteil der neuen Stadt Schmallenberg.

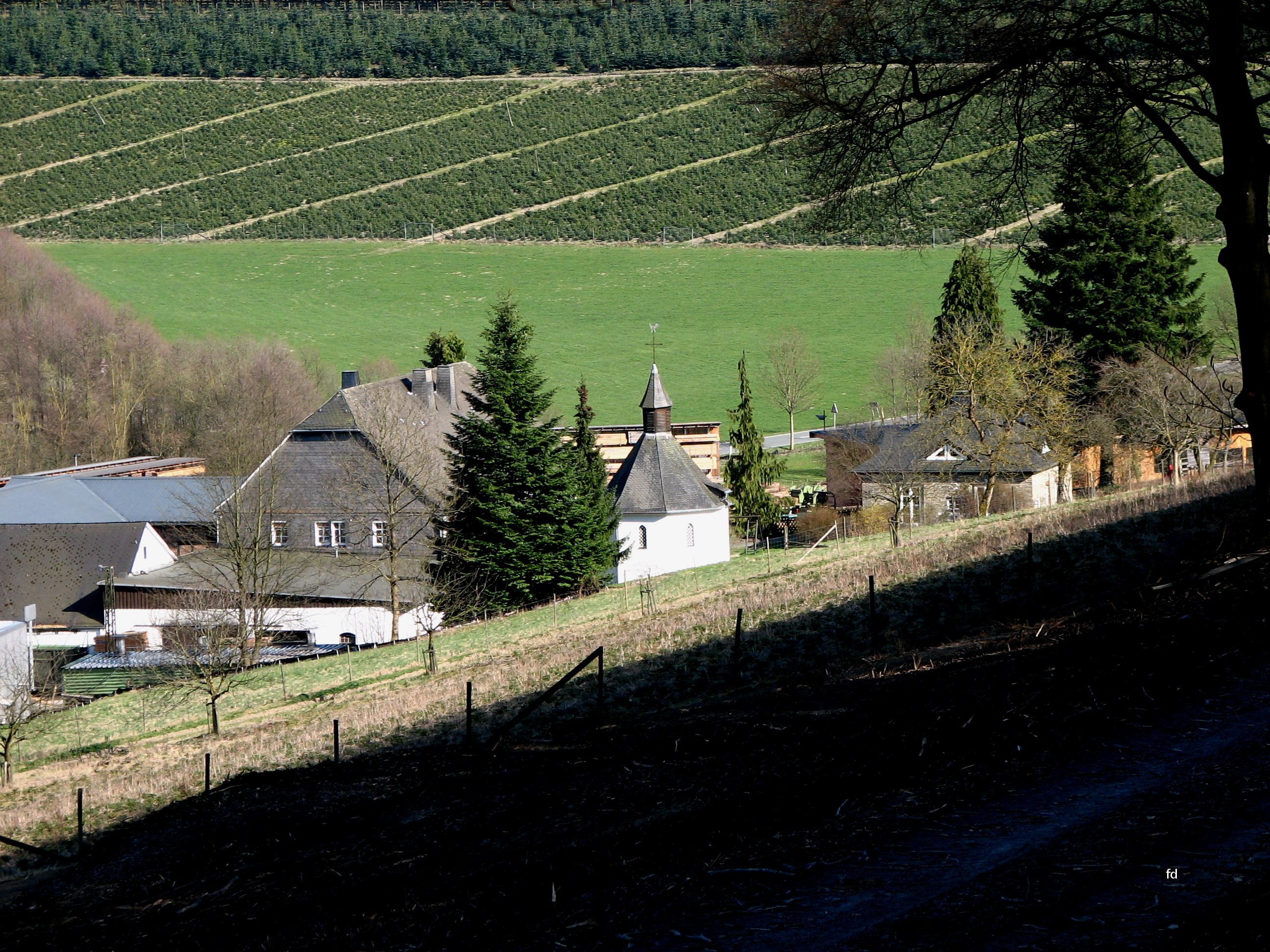
Hanxleden Kapelle